# Mass Slaughter: The Best of Slaughter
Mass Slaughter: The Best of Slaughter è una raccolta del gruppo musicale statunitense Slaughter, pubblicata il 21 marzo 1995 dalla Chrysalis Records. Comprende i maggiori successi provenienti dai primi due album del gruppo. Venne pubblicata per sciogliere il contratto che legava gli Slaughter con la Chrysalis. I brani live invece provengono da "Stick it live".

## Tracce
1. Up All Night – 4:17 (dall'album Stick it to ya)
2. Fly to the Angels – 5:06 (dall'album Stick it to ya)
3. Spend My Life – 3:20 (dall'album Stick it to ya)
4. Days Gone By – 4:34 (dall'album The wild life)
5. Eye to Eye – 3:57  (dall'album Stick it to ya)
6. Real Love – 3:40 (dall'album The wild life)
7. Loaded Gun – 4:18  (dall'album Stick it to ya)
8. Burnin' Bridges – 4:06  (dall'album Stick it to ya)
9. Reach for the Sky – 5:30 (dall'album The wild life)
10. Streets of Broken Hearts – 4:39 (dall'album The wild life)
11. You Are the One – 3:55  (dall'album Stick it to ya)
12. Shake This Place – 3:36 (dall'album The wild life)
13. She Wants More – 3:54 (dall'album Stick it to ya)
14. Mad About You – 4:08  (dall'album Stick it to ya)
15. The Wild Life – 3:24 (dall'album The wild life)
16. Hold On – 3:55 (dall'album The wild life)
17. Fly to the Angels (Live) - 6:07 (dall'album Stick it live)
18. Up All Night (Live) - 6:38 (dall'album Stick it live)

## Formazione
- Mark Slaughter – voce, chitarra ritmica, tastiere
- Tim Kelly – chitarra solista, cori
- Dana Strum – basso, cori
- Blas Elias – batteria, cori